# 傲群

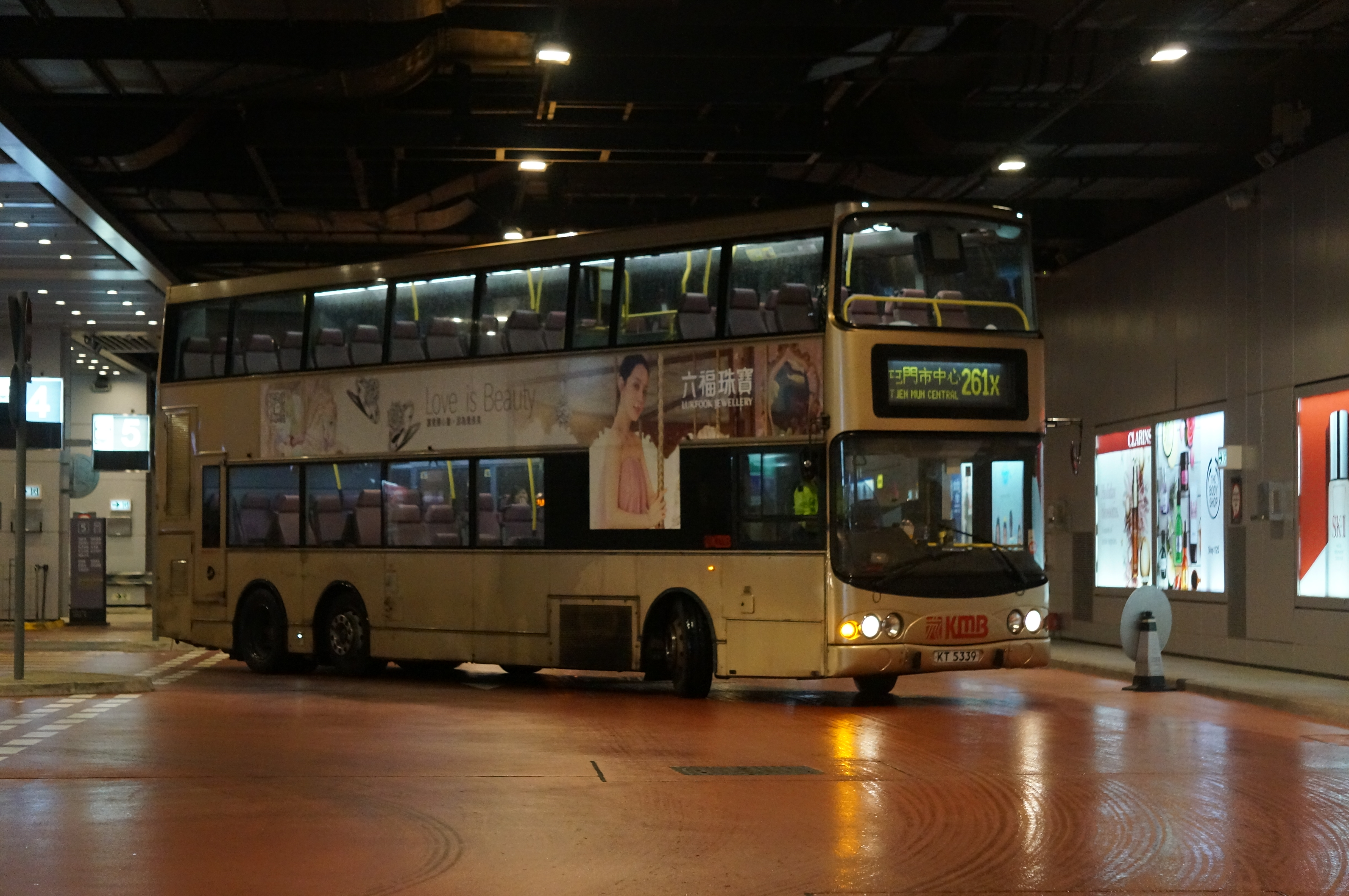
一輛由香港九龍巴士公司擁有，裝嵌傲群車身的富豪超級奧林比安巴士

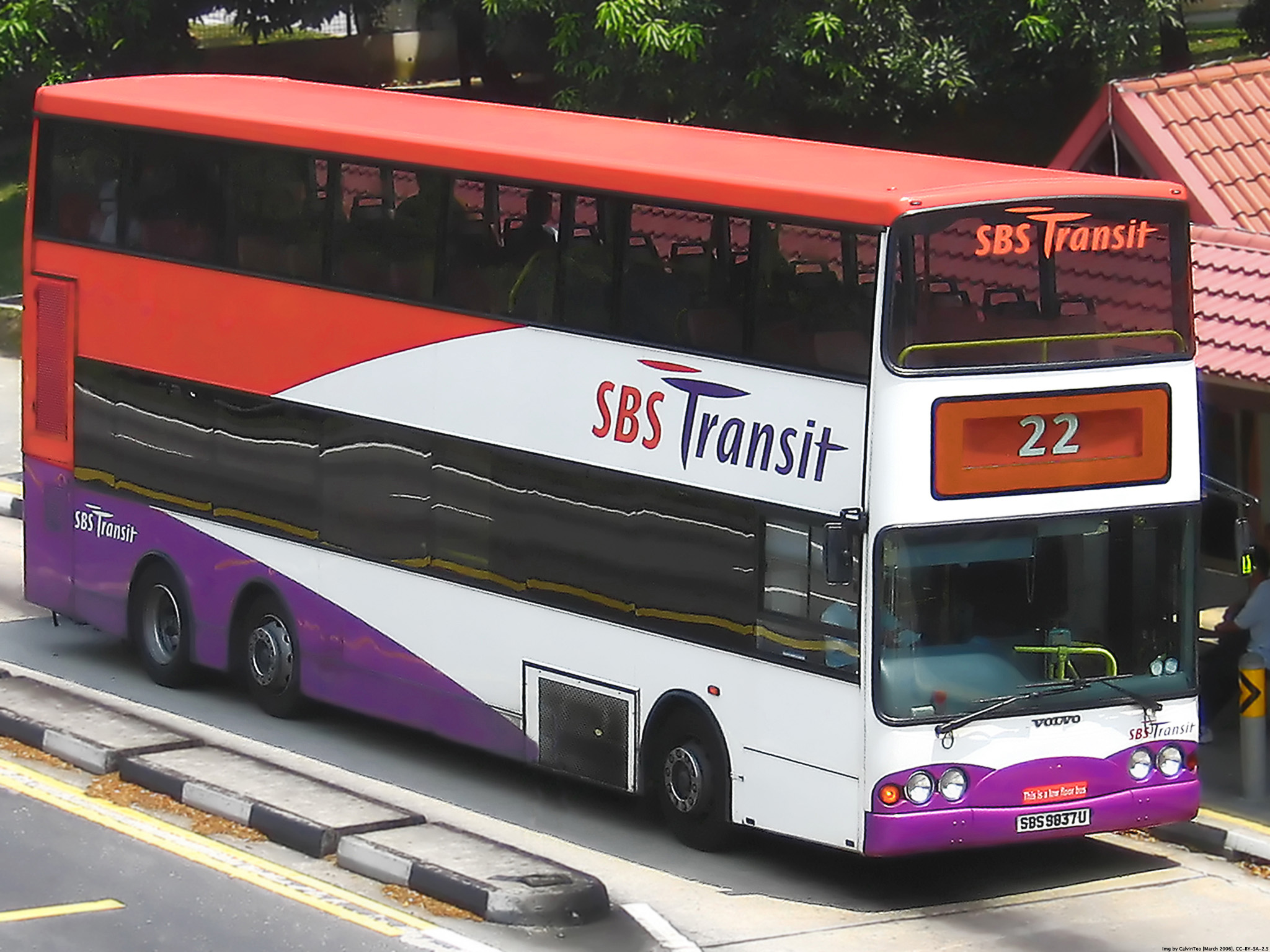
一輛由新加坡新捷運公司擁有，裝嵌傲群車身的富豪超級奧林比安巴士

傲群（英語：Volgren）是一間澳洲車身製造公司，曾經是富豪集團和格倫達的合資公司，現為後者全資擁有。它於1977年成立，初期為售往澳洲的富豪巴士提供巴士車身；到後期，它已為世界各地不同類型的巴士底盤提供車身。傲群同樣提供巴士車身的配套元件。
傲群於澳洲維多利亞州的丹尼農、西澳大利亞州的馬拉加及紐西蘭設有生產工房。位於澳洲昆士蘭布里斯本的布里斯本運輸公司，將傲群於維多利亞州生產的車身元件，裝嵌在他們的巴士車隊上。

## 產品
下列為巴士車身款式。
- CR221/CR221L/CR221LD
- C222TX
- CR222L
- CR223L/CR223LD
- CR224L
- CR225L
- CR226L
- CR227L
- CR228L
- SC221
- SC222
- Optimus
- Endura

## 銷售情況

### 亞洲
在香港，九龍巴士車隊中21輛富豪超級奧林比安（富豪B10TL），17輛猛獅24.310型巴士與及1輛富豪B9TL型樣辦巴士，香港城巴的猛獅24.350型巴士及Scania K94UB型巴，機場快綫穿梭巴士的猛獅10.160型巴士均使用傲群提供之巴士車身。
在新加坡，新捷運有51輛富豪超級奧林比安巴士，富豪B10BLE樣辦巴士，Scania L94UB樣辦巴士，及12輛富豪B10BLE天然氣巴士裝上傲群車身。至於SMRT Buses就有梅塞德斯-平治 O405、O405G型巴士，日野汽車的HS3KRKK型和HS3KRKA型巴士，及2輛丹尼士長矛型巴士。
在馬來西亞，同樣有為數不少的巴士裝嵌上傲群車身。例子可於首都吉隆坡，和柔佛州首府新山找到。